# دين وليامز (لاعب إسكواش)
دين وليامز (بالإنجليزية: Dean Williams)‏ هو لاعب إسكواش أسترالي، ولد في 22 أبريل 1956 في برث في أستراليا.

## وصلات خارجية
- دينيسي وليامز على موقع SquashInfo.com (الإنجليزية)